# Hans Tomamichel
Hans Anton Tomamichel (* 12. Februar 1899 in Bosco/Gurin; † 15. April 1984 in Zürich) war Schweizer Grafiker, Illustrator und Maler.

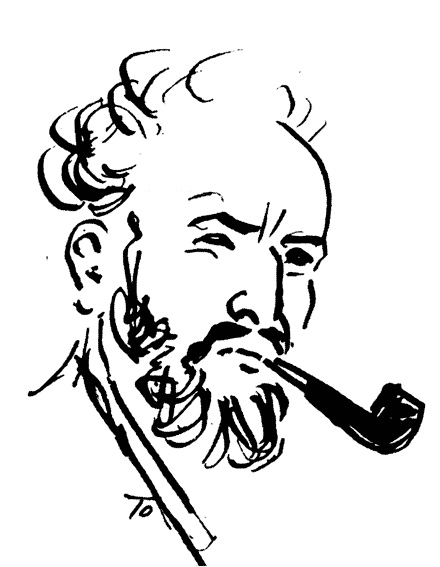
Hans Tomamichel, Selbstportrait von 1970

## Leben

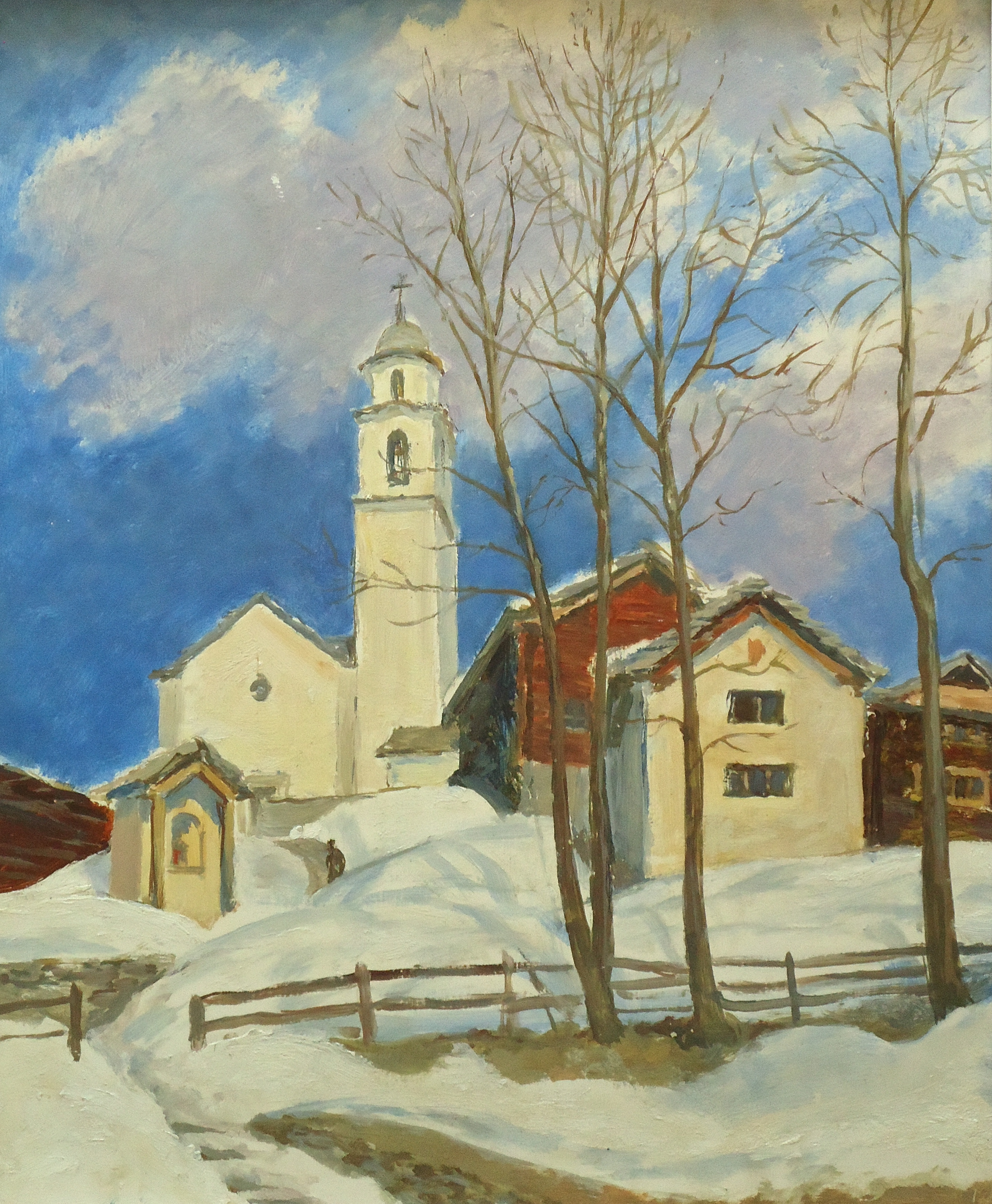
Oelbild von Hans Tomamichel, Bosco Gurin, 1945

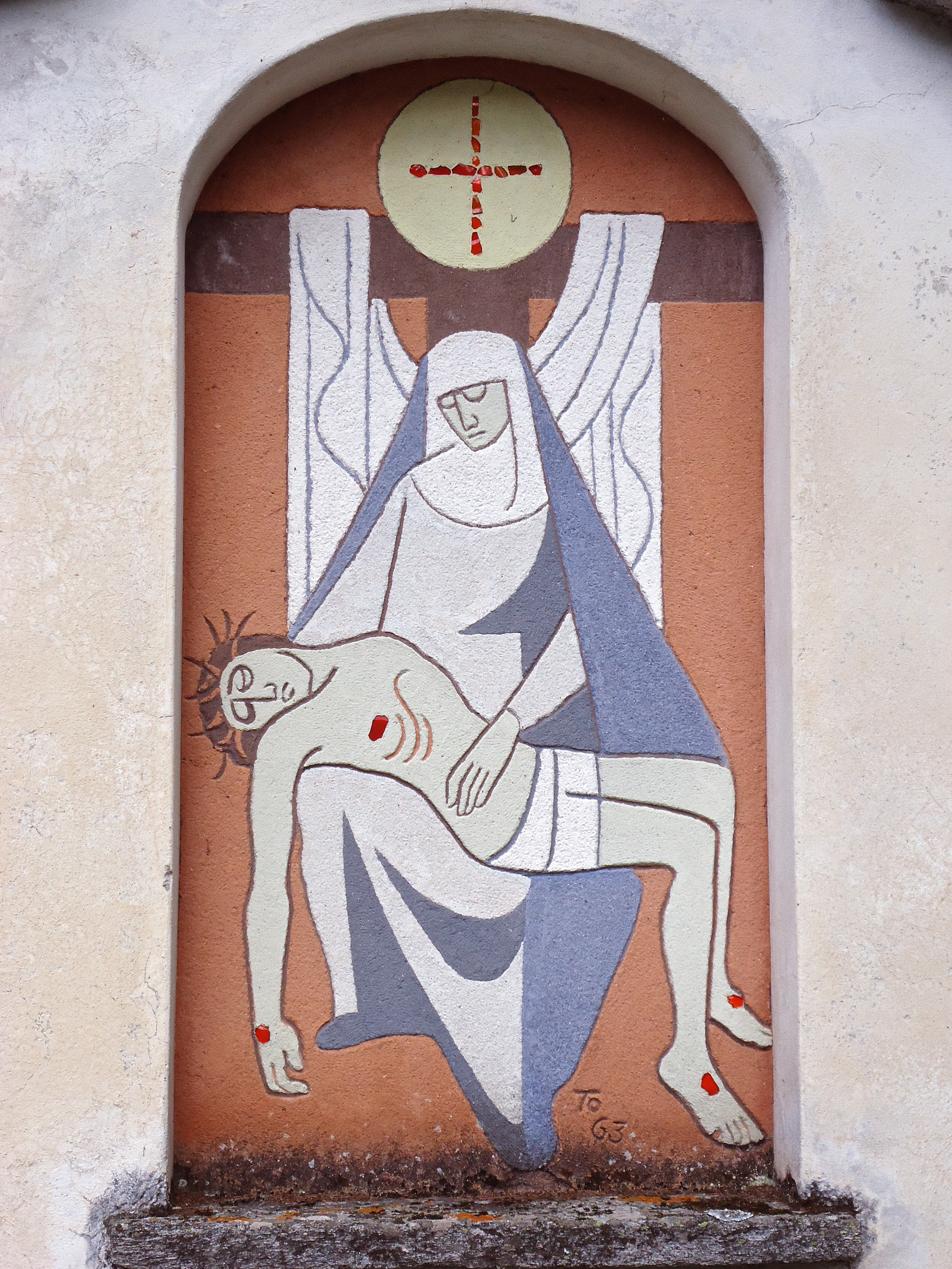
Pietà, acht-farbiges Sgraffito im Friedhof von Bosco Gurin, 1963

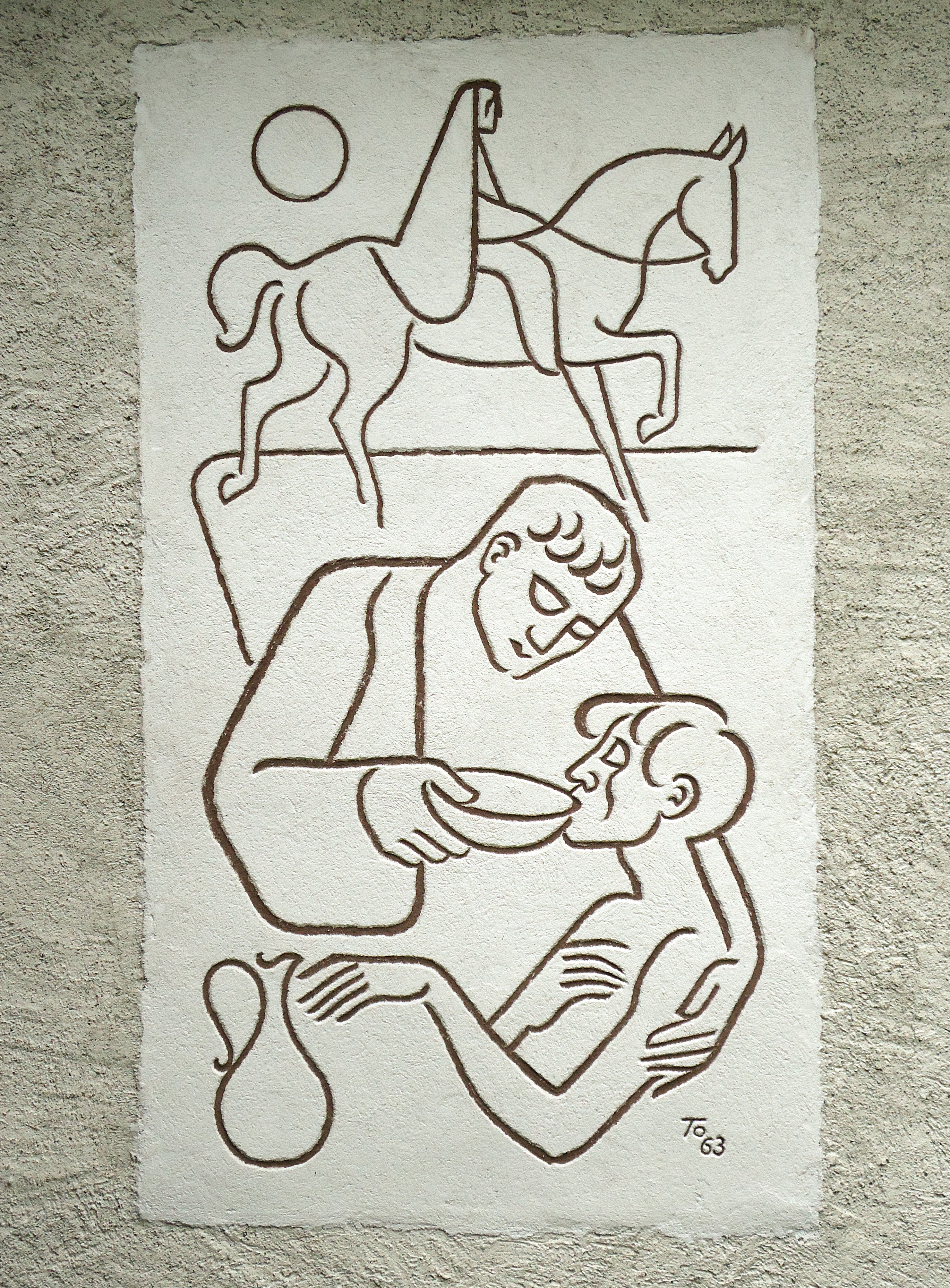
Der Samaritan, Sgraffito 1963

Hans Tomamichel verliess mit 15 Jahren Bosco Gurin und liess sich in Zürich unter Melchior Annen (1868–1954) zum Grafiker ausbilden. Anschliessend besuchte er verschiedene Vorlesungen für Kunstgeschichte, Anatomie und Philosophie an der Universität Zürich. Von 1925 bis 1928 bildete er sich in Paris an den Akademien Colarossi, Quelvé und Léger zum Kunstmaler aus. 1928 kehrte er nach Zürich zurück und heiratete im selben Jahr Anny, geborene Kaiser (1899–1982). Zusammen hatten sie fünf Kinder, nämlich Franz (1930–1988), Cornelia Margrith Pfiffner-Tomamichel (* 1931), Leonhard (1934–2020), Annemarie Müller-Tomamichel (1936–1995) und Elisabeth Flüeler-Tomamichel (* 1940).
Ab 1928 war Tomamichel in Zürich als selbständiger Grafiker und Kunstmaler tätig. Gemeinsam mit Kollegen gründete er in den 1930er Jahren den Schweizerischen Grafikerverband (ASG), heute SGD Swiss Graphic Designers. Er war Vorstandsmitglied des Deutschschweizerischen Schulvereins und setzte sich für den Erhalt der Walserkultur ein. So war er (unter anderem mit Hans Maria Sartori) Mitbegründer der Gesellschaft Walserhaus, der er über viele Jahre als Präsident vorstand. Das Museum Walserhaus widmet Tomamichel einen eigenen Raum, in dem auch wechselnde Ausstellungen stattfinden.
Tomamichel verstarb 1984 in Zürich und fand seine letzte Ruhestätte auf dem Friedhof in Bosco Gurin.

## Werk
Hans Tomamichel produzierte Werbekampagnen für verschiedene Institutionen und Firmen. So erfand er 1948 die berühmt gewordene Werbefigur Knorrli für die Firma Knorr, heute Unilever. Zu seinen Werken gehört die Werbekampagne für Cailler- und Kohler-Schokolade von 1932, einem Unternehmen der Nestlé-Gruppe, mit den Figuren Fip und Fop. Er illustrierte über 200 Bücher, darunter für das Eidgenössische Militärdepartement (EMD) das Soldatenbuch. Tomamichel zeichnete Geburts- und Hochzeitsanzeigen sowie Neujahrskarten und entwarf Stempel, Marken sowie Signete. Während 40 Jahren illustrierte er die Quatemberbriefe für die Caritas Zürich. Zudem arbeitete er während 30 Jahren für die Zeitschrift Schweizer Spiegel als Illustrator.
Tomamichel schuf dabeben auch freie Zeichnungen, Portraits, Aquarelle und Ölgemälde. Dabei liess er sich von seinem Heimatort Bosco Gurin inspirieren, in dem er mit seiner Familie regelmässig die Ferien verbrachte. Er gestaltete in der Schweiz 17 Wandbilder und 62 Sgraffiti, von denen sich rund 20 in Bosco Gurin befinden. Für die Sgraffiti entwickelte Hans Tomamichel eine spezielle Technik, welche die Dauerhaftigkeit der Werke verlängert: Statt einer Kalkmilch liess er einen hellen Verputz aufziehen, aus dem er dann seine Zeichnungen auskratzte. Je nach Sgraffito verwendete er bis zu acht verschiedene Farb-Verputze, z. B. bei der Pietà in Bosco Gurin.

## Werke im öffentlichen Raum (Auswahl)
- 1939: Schweizerische Landesausstellung, Grotto Ticinese, Sgraffito und das Wandbild Die Glasbläser
- 1962: Pfarrhaus von Bironico TI, Sgraffiti San Giovianni Evangelista e San Martino
- 1964–1965: Kath. Kirche St. Josef im Zürcher Industriequartier, liturgische Ausstattung, Türen und Griffe in Bronze; die Sgraffiti sind seit der Renovation der Kirche 2024 überdeckt
- 1965: Kath. Pfarrkirche St. Sebastian in Immensee, Küssnacht SZ, Symbole der vier Evangelisten in Eisen-Konstruktion ursprünglich für die Kanzel, seit 2007 am Volksaltar
- 1965: RiRi-Fabrik in Mendrisio, Sgraffito Vier Jahreszeiten in der Kantine, im Oktober 2016 vor dem Abbruch des Gebäudes abgeformt, bis 2024 im Altersheim Residenza alle Betulle in Cevio TI, seit 2025 in der Mensa der Firma Tenconi in Airolo
- 1976: Haus Rennweg 46 Zürich, Sgraffito Aeskulap